# Mikko Kousa
Mikko Kousa (* 11. Mai 1988 in Lahti) ist ein finnischer Eishockeyspieler, der seit November 2023 beim HK Nitra aus der slowakischen Extraliga unter Vertrag steht und dort auf der Position des Verteidigers spielt. Zuvor war Kousa hauptsächlich in der finnischen Liiga aktiv, wo er über 600 Partien absolvierte und im Jahr 2011 mit dem Helsingfors IFK die Finnische Meisterschaft gewann sowie neun Jahre später als torgefährlichster Abwehrspieler der Liga mit der Juha-Rantasila-Trophäe ausgezeichnet wurde.

## Karriere

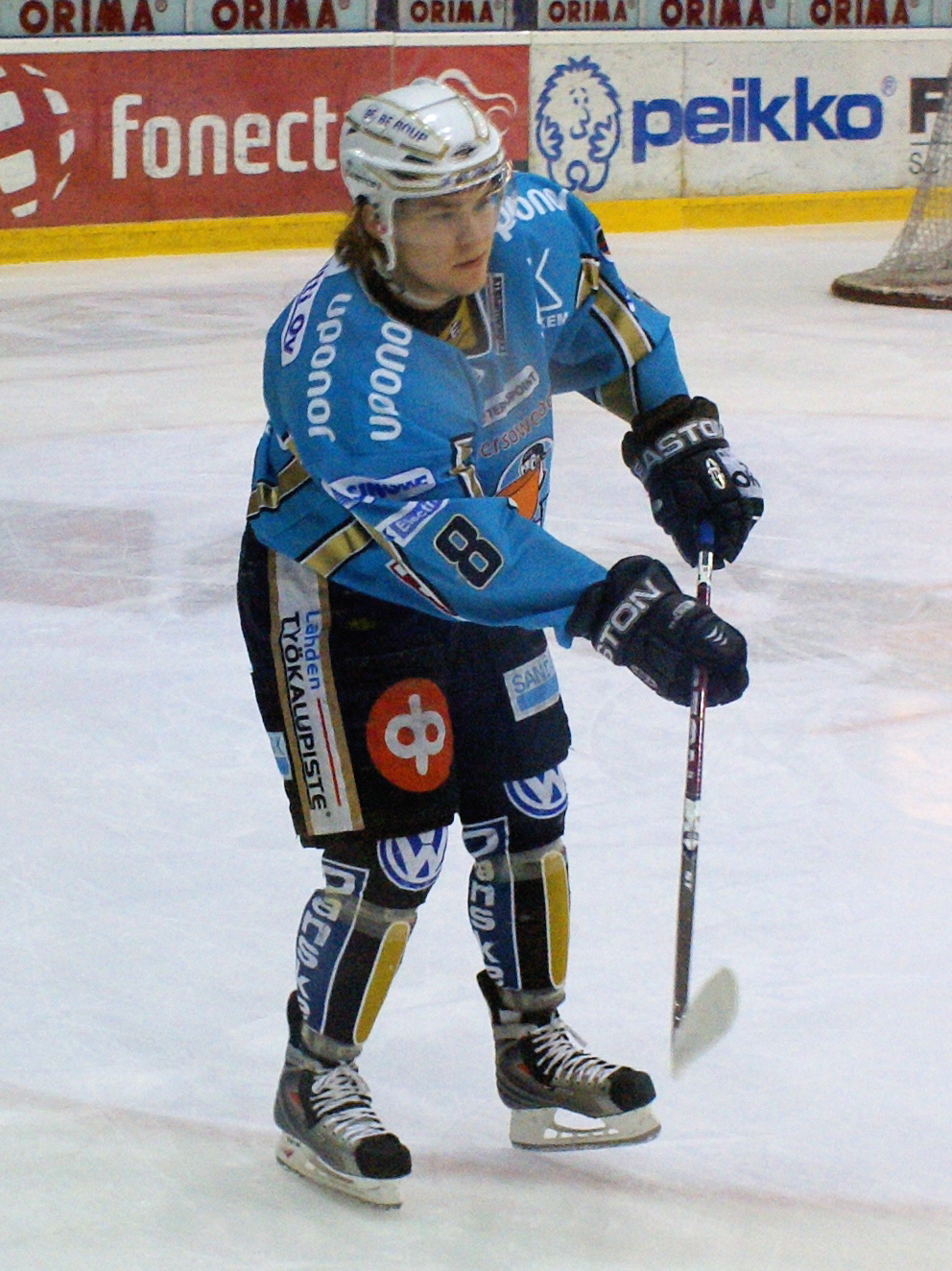
Kousa im Trikot der Pelicans Lahti (2009)

Kousa begann seine Karriere als Eishockeyspieler in seiner Heimatstadt in der Nachwuchsabteilung der Pelicans Lahti, für deren Profimannschaft er von 2007 bis 2010 in der SM-liiga, der höchsten finnischen Spielklasse, aktiv war. Von 2006 bis 2008 absolvierte der Verteidiger, der im Jahr 2007 Finnischer U20-Junioren-Meister mit den Pelicans wurde, zudem einige Einsätze für die finnische U20-Nationalmannschaft in der zweitklassigen Mestis, in der er in der Saison 2009/10 als Leihspieler in sechs Partien für Heinolan Peliitat auflief. Zur Saison 2010/11 wurde Kousa von Lahtis Ligarivalen Helsingfors IFK verpflichtet, mit dem er auf Anhieb den finnischen Meistertitel gewann.
Ein Jahr nach dem Erfolg stand der Abwehrspieler ab Mai 2012 bei Torpedo Nischni Nowgorod aus der Kontinentalen Hockey-Liga (KHL) unter Vertrag und absolvierte 19 Partien für Torpedo, ehe er im Januar 2013 aus seinem Vertrag entlassen wurde. Zeitnah erhielt er jedoch ein Vertragsangebot bis Saisonende von MODO Hockey aus der schwedischen Elitserien. Anschließend kehrte Kousa im April 2013 in sein Heimatland zurück, wo er von Jokerit Helsinki verpflichtet wurde. Der Defensivspieler verbrachte jedoch nur eine Saison beim traditionsreichen Hauptstadtklub und wechselte zur Spielzeit 2015/16 zum Ligakonkurrenten Rauman Lukko. Auch dort blieb Kousa nur eine Saison, da er abermals in die KHL wechselte, wo er sich im Oktober 2015 dem kroatischen Teilnehmer KHL Medveščak Zagreb anschloss. Er verließ den Klub allerdings nach bereits einem Monat und lediglich zwölf Spielen in Richtung Schweiz. Dort beendete der Finne die Saison beim SC Bern. Die Spielzeit 2016/17 begann Kousa beim schwedischen Hauptstadtklub Djurgårdens IF in der Svenska Hockeyligan (SHL).
Bereits im Dezember 2016 kehrte der Verteidiger jedoch zu seinem Heimatverein nach Lahti zurück. Dort fungierte er in zwei Spielzeiten ab 2017 als Assistenzkapitän und war auch offensiv recht produktiv, ehe er im Sommer 2019 erneut zum Helsingfors IFK wechselte. In seinem ersten von zwei Spieljahren beim HIFK erhielt er als torgefährlichster Abwehrspieler der gesamten Liga die Juha-Rantasila-Trophäe. Im Oktober 2021 kehrte Kousa erneut zu seinem Stammverein Pelicans für ein Jahr zurück, ehe der 34-Jährige im Oktober des folgenden Jahres schließlich von der Düsseldorfer EG aus der Deutschen Eishockey Liga (DEL) infolge der Verletzung des Kanadiers Kyle Cumiskey verpflichtet wurde. Obwohl dem Finnen in 52 Einsätzen insgesamt 24 Scorerpunkte gelangen, verlängerten beide Parteien das Arbeitsverhältnis über das Saisonende hinaus nicht. Kousa befand sich daraufhin den gesamten Herbst auf der Suche nach einem neuen Arbeitgeber, den er im November im HK Nitra aus der slowakischen Extraliga fand.

### International
Mit der finnischen U20-Nationalmannschaft nahm Kousa an der U20-Junioren-Weltmeisterschaft 2008 teil. Im Turnierverlauf, an dessen Ende die Finnen den sechsten Platz belegten, erzielte er in sechs Spielen ein Tor und zwei Vorlagen. Sein Debüt in der finnischen A-Nationalmannschaft gab der Verteidiger im Verlauf der Saison 2011/12 der Euro Hockey Tour. Er gehörte bis 2017 der Nationalmannschaft an, ohne jedoch an einem großen internationalen Turnier teilzunehmen.

## Erfolge und Auszeichnungen
- 2007 Finnischer U20-Junioren-Meister mit den Pelicans Lahti
- 2008 Nuorten SM-liiga First All-Star Team
- 2011 Finnischer Meister mit dem Helsingfors IFK
- 2020 Juha-Rantasila-Trophäe

## Karrierestatistik
Stand: Ende der Saison 2022/23

### International
Vertrat Finnland bei:
- U20-Junioren-Weltmeisterschaft 2008

(Legende zur Spielerstatistik: Sp oder GP = absolvierte Spiele; T oder G = erzielte Tore; V oder A = erzielte Assists; Pkt oder Pts = erzielte Scorerpunkte; SM oder PIM = erhaltene Strafminuten; +/− = Plus/Minus-Bilanz; PP = erzielte Überzahltore; SH = erzielte Unterzahltore; GW = erzielte Siegtore; 1 Play-downs/Relegation; Kursiv: Statistik nicht vollständig)